# Flugplatz Breda

i8
i11
i13
Der Breda International Airport (ehemals: Seppe Airport; ICAO-Code: EHSE) ist ein öffentlicher Flughafen, 4 km südwestlich von Hoeven, Gemeinde Halderberge und 7 km von Breda in der Provinz Noord-Brabant in den Niederlanden.

## Flughafendaten
Der Flugplatz verfügt über eine Asphaltpiste mit 830 m Länge und 23 m Breite. Er befindet sich auf 9 m Seehöhe. Im Jahr 2019 fanden 44.000 Flugbewegungen statt.

## Geschichte
Der „Seppe Airport“ wurde von Adrie van Campenhout gegründet. Der Flugplatz wurde am 28. August 1949 eröffnet, allerdings nur für Segelflugzeuge. Am 14. Juli 1961 wurde „Seppe“ offizieller Flugplatz mit dem Code EHSE – Seppe / Hoeven. Auch Motorflugzeuge durften nun landen. Im Jahr 1990 wurde die Graspiste von 600 Metern auf 830 Meter verlängert. Im Jahr 2002 wurde der Bau einer befestigten Start- und Landebahn beschlossen.
Zum 1. Januar 2008 wurde N.V. Vliegveld Seppe an die Seppe Holding B.V. verkauft. Bis zu diesem Datum befand sich der Flugplatz im Besitz von 13 Gemeinden und die Handelskammer Seppe wird unter dem Namen Seppe Airport NV weitergeführt. Im Jahr 2015 änderte der Flughafen „Seppe“ seinen Namen in Breda International Airport.

## Flugmuseum
Am Flughafen befindet sich auch das Vliegend Museum Seppe, unter anderen mit de Havilland Tiger Moth, eine Boeing-Stearman Model 75 und eine Jakowlew Jak-52.